# 吉星文
吉星文（1908年5月13日—1958年8月24日），字紹武，河南扶溝呂潭鄉人，中華民國陸軍二級上將（追晉），抗日戰爭將領，在八二三炮战中重傷陣亡。

## 生平
1908年5月13日（清光緒三十四年四月十四日）生於河南省扶溝縣，為家中三子，世代務農，十五歲就讀縣立師範時，適值叔父吉鴻昌的陸軍第八混成旅考選學兵，此時的吉星文懍於國難即將當前，因此投筆從戎，進入了叔父吉鴻昌的部隊中當兵。一年后升为排长。1926年，只身到灵宝县文地镇，由19师师长吉鸿昌介绍，到宋哲元旅当骑兵，1930年中原大戰時提升为连长。在37师109旅219团升至营长。

### 長城抗戰

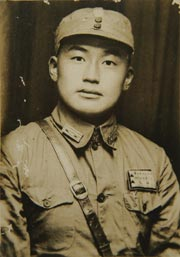
抗日戰爭時期的吉星文將軍

民國二十二年（1933年）元旦，日軍炮擊臨榆縣城，駐臨榆的東北軍第九旅何柱國部官兵忍無可忍，奮起還擊，揭開了長城抗戰的序幕，然而在日軍絕對優勢的兵力及力攻擊下沒多久榆關便失陷，日軍占領榆關後接著向錦州、通遼、綏中等處集結兵力，準備三路進攻熱河。
3月9日，打虎將軍趙登禹率部馳援，他一到羅文峪一帶就與日軍鈐木師團展開了慘烈的爭奪戰，雙方傷亡慘重，趙登禹的左腿也被敵人的炮彈炸傷，此時的吉星文任官拜營長。由於吉星文打起仗來置生死於度外，趙登禹便給他起了個「吉大膽」的外號。
在喜峰口戰鬥時除了趙登禹與張自忠率「大刀隊」與日軍拼戰外，另由吉星文帶一隊「大刀隊」，繞過日軍右翼，於凌晨發起逆襲，攻戰王家、瓦房等村，將村中敵人全部殲滅。由於此次勝利，吉星文被提升為219團團長。
1936年，吉星文進入軍校高級教育班進修一年。1937年6月結訓後，奉派率所部駐紮河北省宛平縣。

### 七七事變
盧溝橋距北平市前門十五公里，屬宛平縣境內，是一座擁有七百多年歷史的石橋，此地為保定通往北平市的交通要道，它已成為中國東北的最後一條防線，此時正由吉星文團長率部戍守。
1937年7月7日晚間十一時，日軍於北平的盧溝橋一帶進行演習，並且以一名士兵失蹤為由，要求進入宛平縣內搜查，吉星文團長與宛平縣長王冷齋研商情勢後，斷然阻止日軍進入。在吉星文表態後，日軍惱羞成怒，包圍宛平縣城。二十九軍副軍長兼北平市長秦德純為防止事態擴大，與日軍進行交涉。然而日軍卻枉顧道義地在交涉進行中對宛平縣城發起攻擊，強佔宛平東北沙崗，此時吉星文決定奮起還擊，於是立即招募「大刀隊」以對抗日軍，只募集一百人的敢死隊，卻在短短幾小時內就來了五百人，他就憑著敢死隊與29軍的勇士收復沙崗，堅守著宛平城，擊退來犯之日軍數次。
7月20日，日軍第一批增援部隊進入華北，並且以優勢火力炮擊宛平城和長辛店，此時吉星文與他的敢死隊已與日軍作戰了十多天但仍保持高昂的士氣，仍擊退日軍多次進攻。
26日，日軍已集結6萬以上之兵力，準備對北平發動總攻擊，吉星文昔日在喜峰口的戰友：第一三二師師長趙登禹、第二十九軍副軍長佟麟閣也一同進入北平與他一同並肩作戰，然而在日軍絕對優勢的兵力攻擊下二人同於28日壯烈殉國，此時吉星文仍領著這群敢死隊與29軍奮勇抵抗日軍二十多天，誓言與堅守最後一道防線，直至平津失陷奉命離開戰場為止。
吉星文在華北戰場與日軍展開周旋，1937年9月，升任师旅长，1938年升任师长。在徐州會戰掩護友軍撤退，並與張自忠一同參與隨棗會戰，在這期間他多次因作戰而身受重傷。其子吉民立在日後回憶道：「我爸爸在華北親自上陣肉搏殺敵時，遭日寇武士刀削去肩頭負傷，他始終不敢在我奶奶面前更衣，避免這個『三指填不滿』的傷口喚起長輩的心痛。」這是一個軍人在面臨忠、孝時所表現出的心境。
在整个抗日战争期间，由於吉星文作战勇敢，先后被国民政府授予胜利、光华、云麾、干城、忠勤等勋章，并被提升为二十九军三十七师师长，受到了蔣中正的亲自接见。

### 第二次国共内战
1947年7月6日，冯治安派翟紫封的整编第38旅进占鲁南费县县城，遭陶勇的华野第四纵队攻击，仅一日费县城破，38旅被歼，翟紫封被俘。7月8日，驰援翟部之吉星文整编第37旅在费县南面的层皮山一线进入叶飞的华野第一纵队的包围圈，吉部被歼，副旅长张席卿和团长刘延勋阵亡。冯治安在台儿庄追悼阵亡将士大会上泣不成声。
吉星文入陆军大学将官班学习。1948年4月结业后，被任命为第七十七军军长。徐蚌會戰中，吉星文头部中弹负伤，被送上海就医。伤好后，调任第一二五军军长。1949年9月从福建撤到台湾。

### 八二三砲戰

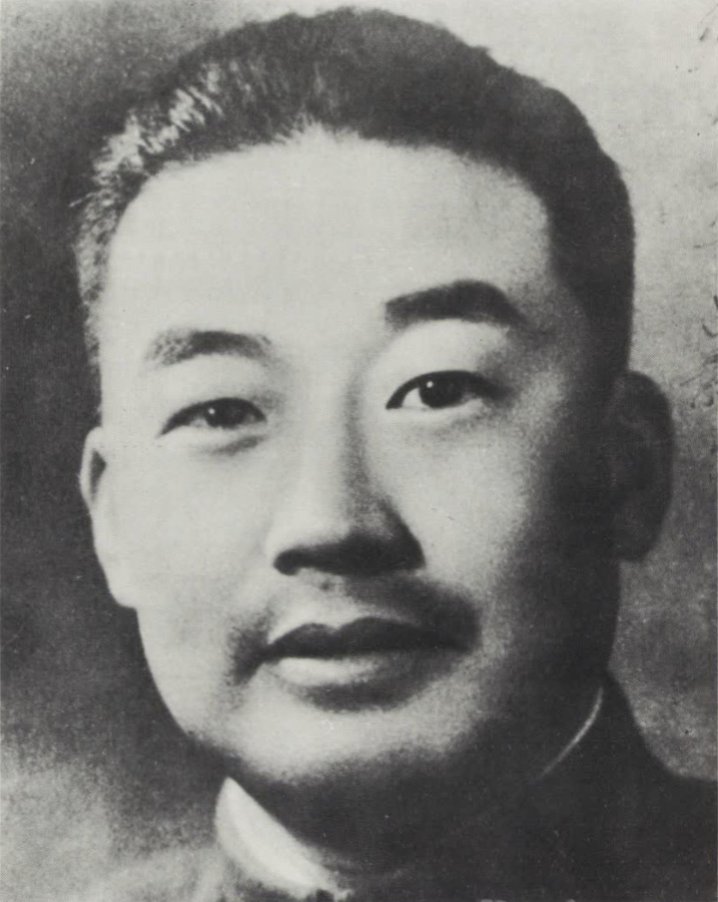
吉星文將軍遺像

吉星文赴台后因其赫赫名声，蒋中正仍委以重任，让他先后出任第五十军军官战斗团团长、澎湖防卫部副司令长官。1957年，吉星文入陸軍大学深造后，晋升为陆军中将，调赴金门，任金门防卫部副司令长官，成为司令官胡琏的副手。吉星文在任副司令官之職時仍關懷下屬，有一次巡視坑道，為顧及天氣寒冷，竟脫下自己的外套給士兵保暖。
1958年8月上旬，吉星文的脊椎發炎作痛，經陸軍總醫院檢查，腰部卡了一顆1937年抗日戰爭時中槍的子彈，原本排訂8月下旬住院開刀，但因金門前線緊張而暫停手術。
1958年8月23日18點30分，中国人民解放軍對金門砲擊，短短數小時之內落彈5萬7千餘發，史稱「八二三砲戰」。胡琏为了给前来金门视察的国防部长俞大维接风洗尘，正准备在“金门防卫司令部”所在地太武山麓的翠谷水上餐厅（現為金門金湖鎮明德公園）举行一个盛大的晚宴。當時吉星文與趙家驤中將、章傑少將先去餐厅查看，走到中途即遭到炮击，在逃往防空洞途中兩位副司令當場身亡，吉星文被炮弹击成重伤。隔天，吉星文因流血過多宣告不治。

## 紀念

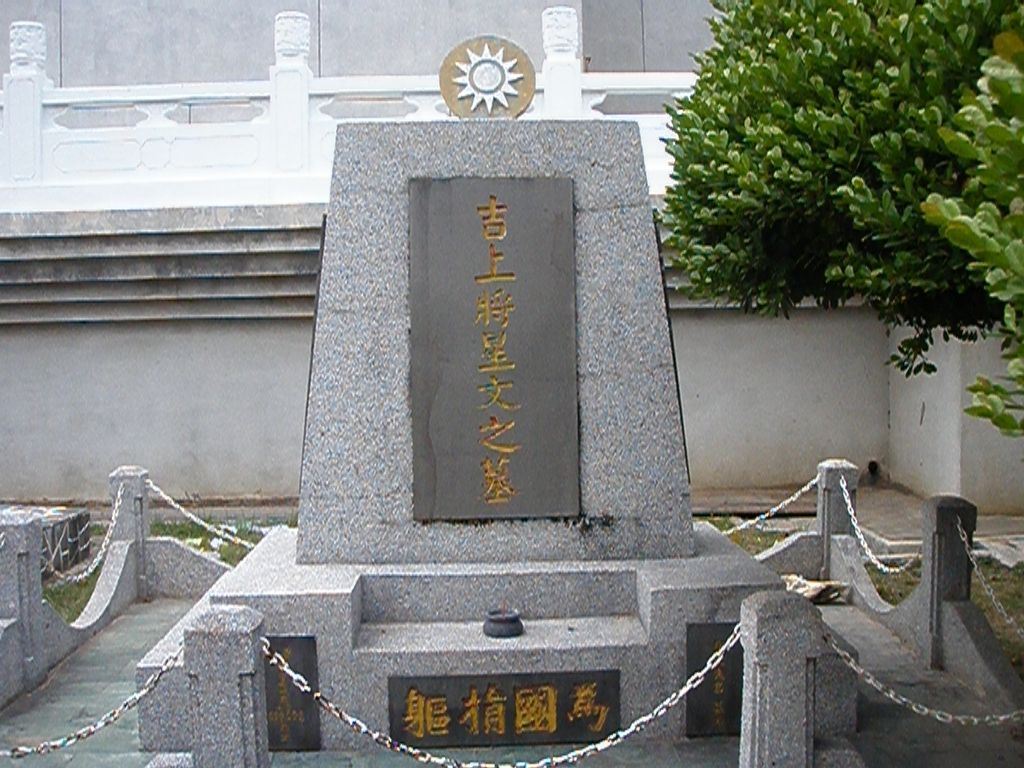
位於澎湖縣軍人忠靈祠的吉星文之墓

吉星文將軍殉國之後，1958年8月27日安葬於澎湖縣軍人忠靈祠（1986年遷葬臺北縣國軍示範公墓），政府在1959年3月28日舉行大規模的國葬，並追晉其為二級上將。現於八二三砲戰事發地點（金門金湖鎮明德公園）設有涼亭，其內設有一紀念碑，寫著「吉星文、趙家驤、章傑將軍八二三戰役殉職紀念碑」。
在臺灣台7甲線36K+745m處與馬當溪支流交會處，建有以他命名的「星文橋」。

## 簡表

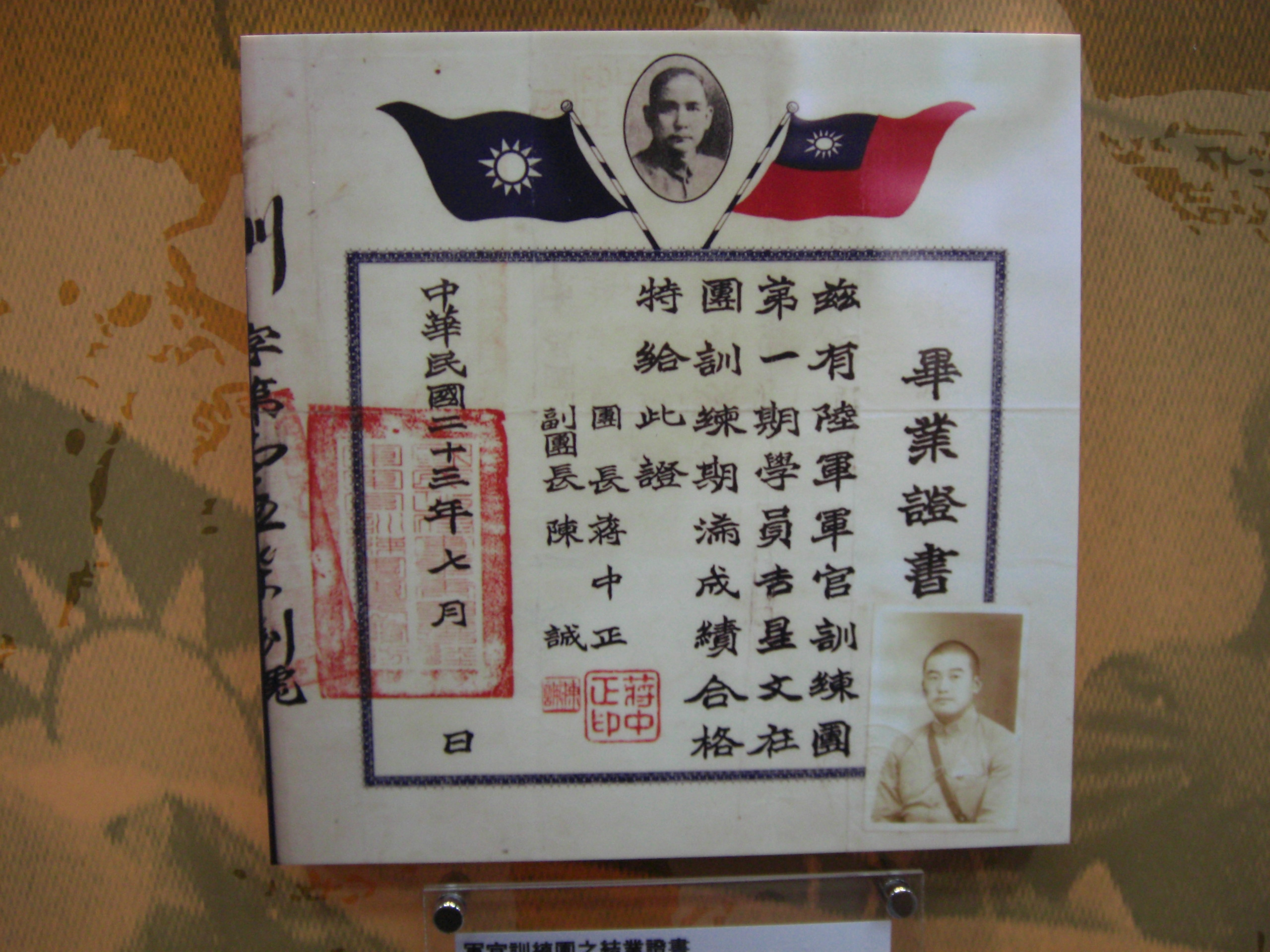
吉星文的陸軍官校畢業證書

- 1923年，隨叔父吉鴻昌參加西北軍，翌年升為排長。
- 1930年，中原大戰時提升为连长，後來升为營長[5]。
- 1933年，長城抗戰中因功升團長。
- 1937年6月，調守北平西南的宛平縣。在七七事變中，指揮第29軍37師219團在盧溝橋抗擊日軍二十餘日，開始中國長達八年的抗日戰爭。
- 1946年，改任第77師37旅長。
- 1948年4月，被任命為第77軍軍長。年底，調任第125軍軍長[7]。
- 1949年9月，隨部隊撤退至台灣。
- 1955年，任澎湖防衛副司令。
- 1958年，晉升中將，任金門防衛司令部副司令。同年8月23日傍晚六時三十分，解放軍在廈門、深江、圍頭、蓮河、大小磴等地雲集火砲340門無預警強力砲擊金門，吉星文與趙家驤、章傑三位副司令官正在明德湖中的涼亭用餐，遭中国人民解放軍炮火擊中，翌日辭世。
- 1959年3月28日，吉星文與趙家驤、章傑三位副司令官牌位入祀國民革命忠烈祠，吉星文與趙家驤追晉為陸軍二級上將，章傑追晉為空軍中將。

## 家庭
父吉世俊，母姜氏
妻子沈嘉斌？—1985，五名子女：
- 長子吉民森1948—[20]
  - 兒子吉慕文，吉家唯一的孙子，正在澳大利亚工作[21]
- 次子吉民正[22]:63
- 三子吉民立1954—[17]，跆拳道、合氣道教練[21][23]，曾當過演員[24]
- 長女吉民菁[22]:63
- 次女吉民中=夫婿鄭世富[20]